# 叫んでやるぜ!
『叫んでやるぜ!』（さけんでやるぜ）は、高口里純による日本のやおい漫画作品である。
同作者の漫画作品『少年濡れやすく恋成りがたし』のCDドラマ化の際、派生的に作られたものである。また、『叫んでやるぜ!』に登場する架空の劇中アニメ『ミラクルダイエッターMIYUKI』は独立作品として連載漫画化（いわゆるスピンオフ）した。
「CIEL」に1995年5月号から1999年11月号にかけて連載された。コミックスは角川書店より全5巻、文庫版コミックスは双葉社より全3巻、それぞれ刊行されている。

## 概要
声優によるボーイズラブドラマCDがメジャーになってきたころ連載された。劇中のボーイズラブ作品の男性同士の恋愛描写を演じる声優の登場人物達が、自らも恋愛関係におちいる設定は、ボーイズラブ作品では初の試みである。
架空の劇中作品の作画は、ほぼ全てアシスタントが担当している。
ドラマCD3、4は自主製作された。
小説『叫んでやるぜ!』には、定期刊行された同人誌「悪態」シリーズで発表された後日譚の小説と、書き下ろし小説が収録されている。
同人誌「悪態」シリーズに掲載された後日譚の漫画3編が電子書籍販売されている。
同人誌「悪態」シリーズに掲載された作品よりも更に後日を舞台にするスピンオフ漫画『悩みごと、あったらね?』が「しんぶん赤旗日曜版」に連載され、『恋待ち 高口里純作品集』に収録された。

## あらすじ
南夏也は母子家庭で育ったが、母に死なれ、初対面の父である久江信乃の元を訪ねた。そして二人は父子二人暮しを始める。

### 時系列
1. 本編
久江信乃と小泉天竜との恋愛。信乃の息子・久江南夏也と布施映日との恋愛。
2. 小説『叫んでやるぜ!』（同人誌発表作品。書き下ろし作品）
南夏也は、日本へ帰っていた映日と再会する。信乃は天竜の娘・真莉と交流を始める。
3. 『叫んでやるぜ! 番外編』（同人誌発表作品。3編）
南夏也はカナダへ映日を訪ねてゆく。他。
4. 『悩みごと、あったらね?』（スピンオフ作品。しんぶん赤旗日曜版に連載）
真莉が主人公。天竜の家に連泊し『叫んでやるぜ!』の登場人物たちと出会う。

## 登場人物
声の記述はドラマCD版

### 主要登場人物
久江信乃（ひさえ しの）声 -  金丸淳一
声優、33歳、独身、VOICE-M企画所属。南夏也は、未婚で生まれた息子である。童顔かつ涙もろい。南夏也を引き取り仕事を増やしたのだが、BL作品の役柄が多くなり、困惑する。
- 「めんたんピン丸」 ピン丸
- 「少年濡れやすく恋成りがたし」 欧彦
- 「青の伝説」 バーメリン
- 「たそがれのオフィス」 乃木
- 「ミラクルダイエッターMIYUKI」 イサム
- 「宇宙三国志」 ジョン・アデラート

久江南夏也（ひさえ なかや）声 - 岩永哲哉
信乃の息子。早田原高校2年生。17歳。早期からアイスホッケークラブ「クラブ ジェロニモ」に所属。アイスホッケーに熱中し、大学のアイスホッケー部からスカウトが来るほどの腕前。TVアニメ『ミラクルダイエッターMIYUKI』にハマり、MIYUKI萌えになる。
小泉天竜（こいずみ てんりゅう）声 - 大塚明夫
声優、35歳、バツイチ、白河事務所所属。声優歴10年であり、娘は元妻に引き取られている。信乃がボーイズラブ作品の初出演のとき相手役だった。以後BL作品で信乃とのカップリング役が多い。
- 「少年濡れやすく恋成りがたし」 並木
- 「青の伝説」 ブラディ
- 「たそがれのオフィス」 部長
- 「宇宙三国志」 トキオ・イスファルーン

布施映日（ふせ あきひ）声 - 松本保典
27歳。美形。ゲイ。カナダのナショナルチームに在籍していたが、故障で引退し、南夏也のいるアイスホッケークラブのコーチになった。

### 声優と劇中作品での役名
水沢輝志（みずさわ てるし）声 - 置鮎龍太郎
声優。信乃との共演を楽しみにしていた。
- 「たそがれのオフィス」 河野
- 「ミラクルダイエッターMIYUKI」 食欲魔人
- 「宇宙三国志」 プリンス・アクバル

香取虹介（かとり こうすけ）声 - 保志総一朗
声優、21歳、白河事務所所属で、先輩（天竜）に憧れている。
- 「宇宙三国志」 クリスタル・ローン

山田アヤ（やまだ アヤ）声 - 荒木香恵
声優。信乃、天竜との共演が多い。
- 「宇宙三国志」 アスカ・クラーク

川辺五郎（かわべ ごろう）声 - 小杉十郎太
声優。天竜の友人。
- 「宇宙三国志」 ジョン・アデラートの部下

花巻ちずる（はなまき ちずる）
声優。28歳。声優歴6年。
- 「ミラクルダイエッターMIYUKI」 MIYUKI

緑川光一（みどりかわ こういち）
声優。声優歴7年。パーソナリティを務めるラジオで、ゲストの漫画家と「唯一、攻にまわれる声優は結○○呂と石田○と久江信乃」という話題になった。
松寿丸（しょうじゅまる）
声優。水沢と同じ事務所の後輩。緑川と二人でラジオのパーソナリティを務めている。

### その他
津坂未知
南夏也の祖母。娘の操と信乃との結婚に反対した。
津坂操（つざか みさお）声 - 根谷美智子
南夏也の母親にして津坂未知の娘。信乃より2歳上。18歳のとき身篭り、信乃の将来を案じて行方をくらました。南夏也と母子二人暮しを送っていた。故人。
塚本（つかもと）
信乃のマネージャー。
国脇（くにわき）
南夏也の同級生。
創子（そうこ）
南夏也のガールフレンド。
山辺（やまべ）
南夏也の担任教師。
野々宮美里（ののみや みさと）
信乃の見合い相手。
野々宮すず（ののみや - ）
美里の娘。
百合（ゆり）
天竜の離婚した元妻。
真莉（まり）
天竜の娘。
津坂禄平（つざか ろくへい）
南夏也の祖父。小説に登場。

## 劇中作品
- めんたんピン丸（テレビアニメ）
- 少年濡れやすく恋成りがたし（ボーイズラブドラマCD）
  - 元ネタは『少年濡れやすく恋成りがたし』
- 青の伝説（OVA）
- たそがれのオフィス（ボーイズラブドラマCD）
- ミラクルダイエッターMIYUKI（テレビアニメ）
  - 元ネタは『美少女戦士セーラームーン』
- 宇宙三国志（OVA）
  - 元ネタは『銀河英雄伝説』

## 小説
続編『叫んでやるぜ!』［角川ルビー文庫］
「昼間の役割」
カラー漫画4ページ
「ワードローブ」
漫画10ページ （初出同人誌）
天竜が離婚した元妻と偶然出会った日、信乃が訪ねて来た。
「エロス」
（初出同人誌）
深夜、酔っ払った天竜が信乃の自宅にやって来た。
「二人揃って何してるの?」Part1
（初出同人誌）
水沢輝志は香取虹介と頻繁に会っていたので婚約者に振られてしまった。香取虹介は元彼女から復縁したいと連絡があった。
「二人揃って何してるの?」Part2
（初出同人誌）
『叫んでやるぜ!』本編より一年ほど過去。夫婦の仲が上手くいかなくなっていた天竜は川辺五郎の気まぐれに付き合わされた。
「二人揃って何してるの?」Part3
（書き下ろし）
南夏也は、日本へ帰っていた映日と再会する。
「二人揃って何してるの?」Part4
（書き下ろし）
天竜の娘・真莉は、離婚後母方に引き取られていたが、天竜と一緒に住みたいと言い出した。

## 同人誌発表作品『叫んでやるぜ! 番外編』
続編 #電子書籍
『ワードローブ』
信乃と天竜とのストーリー。短編。
『メリット』
信乃と天竜とのストーリー。短編。
『訪問者』
南夏也と映日とのストーリー。短編。

## ドラマCD
熱血!声優物語 叫んでやるぜ! 
全4作（エピソード4は2枚組）
エピソード1、2は巻数がクレジットされていない。エピソード3、4は高口里純による自主制作CDである。エピソード2のみラジオ放送された。「ミッドナイトあすかちゃんねるDX」での放送時、ラジオパーソナリティが緑川光と松寿丸だったよしみで、漫画内に2人を連想させるキャラクターを登場させている。
ボーイズラブ作品の登場人物を演じる声優を、現実の声優が演じる、入れ子状態になっている。
エピソード3、4には特典にキスシーンのパラパラマンガがそれぞれに付属した。のちに高口里純公式サイトでFLASHアニメとして一時期公開された。

### スタッフ
- 脚本：鳥島和也（1）、沙藤いつき（2,3,4）
- 演出：鳥島和也
- キャスティング協力：網代紀子
- 音楽：見里朝生（1）、影家淳（2,3,4）
- プロデューサー：高口里純（3,4）

### 歌
エピソード1
「SAY YOU!」
作詞：高口里純、作·編曲：ホリエアキラ、歌手：プリティキャスト
エピソード2
「SAY YOU!」
作詞：高口里純、作·編曲：ホリエアキラ、歌手：SALIA
エピソード3
「ちょっとしたLOVE･SONG」
作詞：高口里純、作·編曲：影家淳、歌手：影家淳
「彼はババのもの」
作詞：高口里純、作·編曲：影家淳、歌手：中沢有里子
エピソード4
「風邪ひき」
作詞：高口里純、作曲･編曲：景家淳、歌手：金丸淳一
「最後は愛でしょう!」
作詞：高口里純、作曲･編曲：景家淳
歌手：金丸淳一、岩永哲哉、大塚明夫、置鮎龍太郎、保志総一朗

### ドラマCD劇中ドラマ
エピソード4
『ミラクルダイエッターMIYUKI』
第25話「恐怖の晩餐・オーダーカモン」

## 『悩みごと、あったらね?』
『悩みごと、あったらね?』（なやみごとあったらね）は、『叫んでやるぜ!』の後日の世界観で描かれた漫画作品である。小泉天竜の娘、真莉を主人公とする。
2002年6月より「しんぶん赤旗日曜版」に連載され、高口里純の発行した同人誌「悪態」13巻、14巻に収録された。
「ブクログのパブー」にて2011年5月1日より、「mixPaper」にて2011年8月22日より電子書籍販売が行われている。
単行本『恋待ち 高口里純作品集』に書き下ろし漫画も加えられて収録された。

### 『悩みごと、あったらね?』登場人物
小泉真莉（こいずみ まり）
10歳。小学校4年生。母が出産のため入院したので、天竜の家に連泊する。赤ちゃんが好き。
小泉天竜 （こいずみ てんりゅう）
真莉の父。声優。赤ちゃんを産んでくれる相手がいない。
百合（ゆり）
真莉の母。天竜と離婚したのち、再婚相手との子供を孕み、出産予定日が近いので入院中。再婚相手は海外出張で留守。
赤ちゃん
真莉の弟。
信乃
天竜とは一番仲の良い友達。声優。真莉と顔見知り。16歳で子供（南夏也）を作った凄い人。
南夏也
信乃の息子。真莉を迎えにきた。将来有望なアイスホッケープレイヤー。
津坂のおばあちゃん
南夏也の母方の祖母。真莉をとても可愛がる。南夏也の母が生前着ていた着物を譲る。
水沢
天竜の仕事仲間。
ゴロー
天竜の仕事仲間。37歳。独身。
塚本
信乃のマネージャー。真莉を声優にスカウトする。

### 『恋待ち 高口里純作品集』書誌情報
『恋待ち 高口里純作品集』〈ジャイブ・ピュアフルコミックス〉
2012年4月7日発売、ISBN 978-4-861-76890-3
- 収録
  - 「悩みごと、あったらね?」（しんぶん赤旗日曜版）
  - 「悩みごと、あったらね? 番外編」描き下ろし4ページ
  - 「可愛い娘はなぜいつも隣のクラスなんだろう」 （commons&sense man ISSUE11）
  - 「悪いあなた」 （『mimi Carnival』1987年6月号）
  - 「情熱バトルロワイヤル」 （『ヤングユー』1987年3月号）

## 関連作品
幸運男子 -ラッキーくん-
ボーイズラブドラマCDの一枚として登場。
少年濡れやすく恋成りがたし
ボーイズラブドラマCDの一枚として登場。
美しい男
ボーイズラブドラマCDの一枚『美しすぎる男』として登場。
ミラクルダイエッターMIYUKI
テレビアニメの一作として登場。

## 書誌情報
［文庫版］高口里純『叫んでやるぜ!』〈双葉社・双葉文庫名作シリーズ〉全3巻
1. 2005年8月発売、ISBN 4-575-72563-3
2. 2005年9月発売、ISBN 4-575-72566-8
3. 2005年10月発売、ISBN 4-575-72570-6

［小説］高口里純『叫んでやるぜ!』〈角川書店・角川ルビー文庫〉全1巻
- 2001年1月発売、ISBN 4-04-443501-4

［English］Satosumi Takaguchi『Shout Out Loud!』〈Blu〉全5巻
1. ISBN 978-1-598-16316-2 (2006)
2. ISBN 978-1-598-16317-9 (August 1, 2006)
3. ISBN 978-1-598-16318-6 (December 12, 2006)
4. ISBN 978-1-598-16319-3 (April 3, 2007)
5. ISBN 978-1-598-16320-9 (August 7, 2007)

### 書誌情報出典
- KADOKAWA公式サイト内のページ
  - 叫んでやるぜ！ 第１巻
  - 叫んでやるぜ！ 第２巻
  - 叫んでやるぜ！ 第３巻
  - 叫んでやるぜ！ 第４巻
  - 叫んでやるぜ！ 第５巻
  - 小説 叫んでやるぜ！
- 双葉社公式サイト内のページ
  - コミック文庫)叫んでやるぜ! 1
  - コミック文庫)叫んでやるぜ! 2
  - コミック文庫)叫んでやるぜ! 3